# شركة ميامي هيرالد للنشر ضد تورنيو
شركة ميامي هيرالد للنشر ضد تورنيو، كانت قضية للمحكمة العليا بالولايات المتحدة عام 1974 ألغت قانون ولاية فلوريدا الذي يطالب الصحف بالسماح بمساحة متساوية في صحفها للمرشحين السياسيين في حالة المحتوى الافتتاحي السياسي أو التأييد. ورأت المحكمة أنه في حين أن القانون لا «يمنع [الصحف] من قول أي شيء [يرغبون]» فإنه «يفرض عقوبة على أساس المحتوى». لأن الصحف هي مؤسسات محدودة اقتصاديًا، «قد يستنتج المحررون أن المسار الآمن هو تجنب الجدل»، وبالتالي يكون الكلام مخيفًا. علاوة على ذلك، رأت المحكمة أن ممارسة الحكم التحريري نشاط محمي بموجب التعديل الأول. في الواقع، أعاد هذا الحكم التأكيد على المبدأ الدستوري لحرية الصحافة (المفصل في التعديل الأول) ومنع حكومات الولايات من السيطرة على محتوى الصحافة.
كان محامي ميامي دان بول، ممثل لصحيفة ميامي هيرالد وكبير محاميها في القضية.

## روابط خارجية
- Text of Miami Herald Publishing Co. v. Tornillo, 418 U.S. [الإنجليزية]‏ 241 (1974) is available from:  CourtListener  Findlaw  Google Scholar  Justia  Library of Congress  Oyez (oral argument audio)